# Радоје Љутовац
Радоје Љутовац - Рака (Пољна код Трстеника, 4. септембар 1887 – Трстеник, 25. новембар 1968) био је српски војник. Он је као артиљерац топом оборио непријатељски авион 1915. године.

## Балкански ратови
У балканским ратовима 1912. и 1913. године као артиљерац дао је допринос ослобођењу Србије од турског ропства и одбрани од бугарских насртаја.

## Први светски рат
Ступио је у Први светски рат као артиљерац српске војске и учествовао је у биткама вођеним 1914. године. Када су 1915. Србију поново напале Аустроугарска и Немачка, Радоје је распоређен у допунски батаљон артиљеријског пука „Танаско Рајић“ и доспео у специјалну јединицу, новоформирану Противавионску батерију, која се налазила на Метином брду код Крагујевца, да би од непријатељских авиона бранила град, Војно-технички завод и друге важне објекте.

### Обарање авиона
Дана 30. септембра 1915. године, пре подне, у јединици Радоја Љутовца дата је узбуна, јер је јављено да се од Лапова према Крагујевцу приближавају три непријатељска авиона. Када су долетели изнад Крагујевца, избацили су 45 бомби, од којих је 16 пало на Војно-технички завод, 8 на железничку станицу, а остале по вароши. На авионе су српски војници пуцали из пушака и митраљеза, али без успеха.
Радоје Љутовац је по наређењу командира већ био код свог топа. Тај топ није наменски био направљен као противавионски, већ је то био модификовани турски топ, заробљен 1912. године. Нанишанио је и опалио гранату у правом моменту. Из прве је погодио авион, марке Ферман. Непријатељски авион је задрхтао, из њега је кренуо да избија дим и затим се срушио на земљу, у улицу Престолонаследника Петра, поред куће Обрена Јанковића.
Након честитања на подвигу, командир му је дао коња којим је Радоје одјахао у град и дошао поред запаљеног авиона. Заједно са авионом ту су горела и тела непријатељских пилота и Радоје им је у ставу мирно салутирао и одао почаст. Пилоти су били капетан фон Шефер и официрски приправник Отон Криш. Грађани су схватили да је то артиљерац заслужан за обарање авиона и славили су га и честитали му. Стигло је и званично признање, Радоје је одликован Карађорђевом звездом са мачевима и унапређен је у чин каплара. Касније је на Солунском фронту унапређен у чин наредника.
У јесен 1918. године учествовао је у пробоју Солунског фронта.
Након завршетка рата и демобилизације, Радоје је у Трстенику отворио трговинску радњу мешовите робе.

## Почасни гост
Године 1938. је у Београду, на Бањици, одржана Ревија трупа Војске Краљевине Југославије, вероватно поводом 20-годишњице пробоја Солунског фронта, ослобођења Србије и завршетка Првог светског рата. Као почасни гост једног артиљеријског пука у Београду овој Ревији трупа је присуствовао и Радоје Љутовац, о чему сведочи сачувана фотографија на којој на почасној трибини Радоје разговара са групом генерала и других званичника.
Дана 30. септембра 1963. Народни универзитет у Крагујевцу је организовао предавање са пројекцијом: „Прво наше ратно обарање непријатељског авиона изнад Крагујевца, 30. септембра 1915. године“. Предавач: Драган Војиновић, публициста из Београда. Предавању присуствује Радоје Љутовац, стрелац обореног авиона.
У то време Трстеник није имао музеј, па је Радојева супруга 25. фебруара 1976. поклонила Народном музеју у Крушевцу, између осталог и следећа документа и ордење њеног покојног супруга:
- Орден Карађорђеве звезде са мачевима
- Медаља „Албанске споменице“ са повељом
- Медаља „Споменице рата“ за ослобођење и уједињење 1914—1918. године
- Фотографије са солунцима и ратницима из Првог и Другог светског рата

Припадници артиљеријско-ракетних јединица противваздушне одбране 30. септембра обележавају Дан рода као сећање на прво обарање непријатељског авиона у Србији.

## Пригодни жиг
17. септембра 2007. године у граду Трстенику је био у употреби посебни поштански жиг у славу овог витеза Карађорђеве звезде.